# Bürgerhaus Spremberg

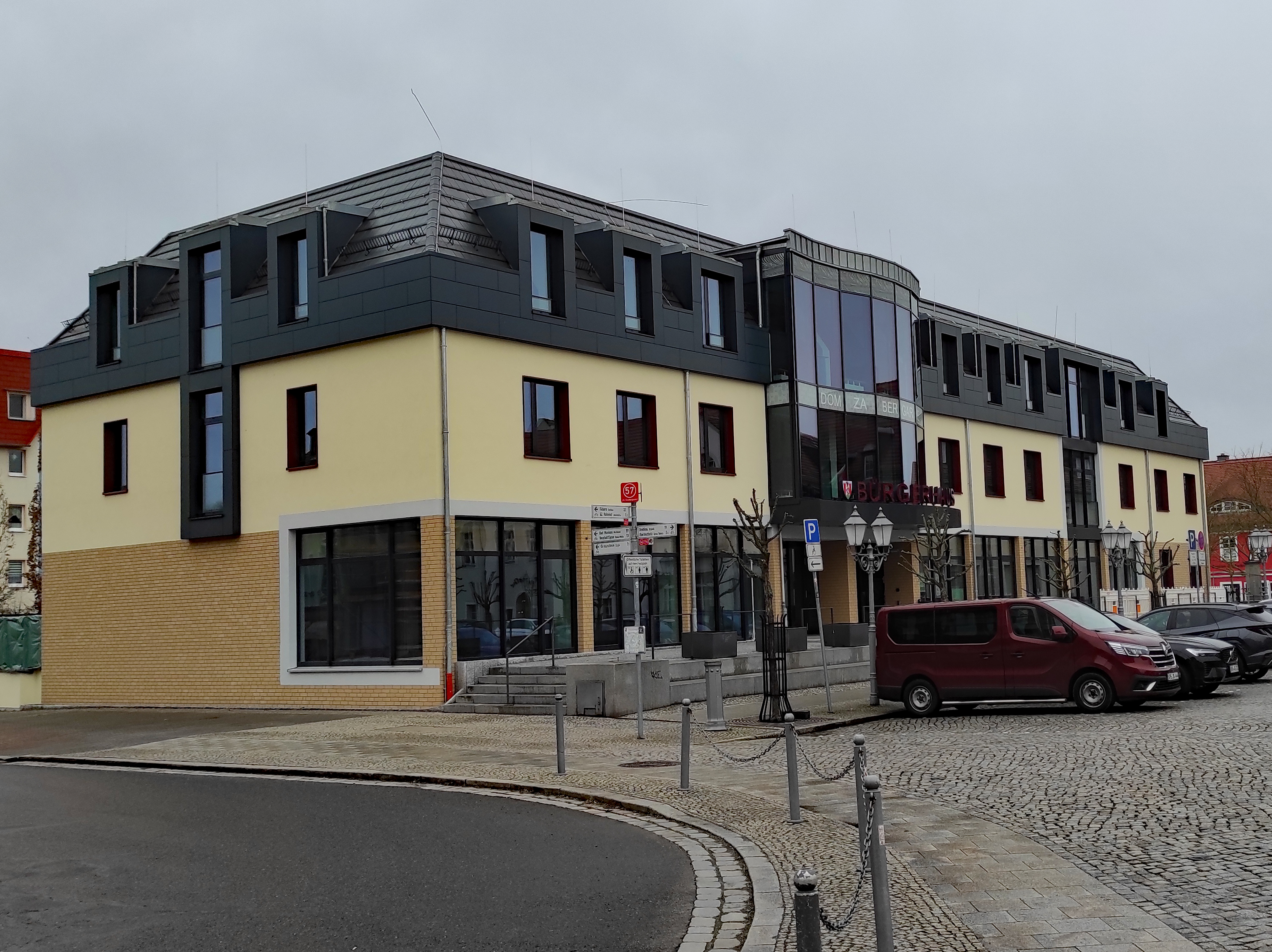
Bürgerhaus Spremberg 2025

Das Bürgerhaus Spremberg ist ein aus dem Umbau eines DDR-Plattenbaus entstandenes modernes Gebäude direkt am Marktplatz der Stadt Spremberg. Es zeichnete sich im ersten Umbau durch moderne, innovative Architektur und effiziente Bewirtschaftung aus. Besonders auffällig und so in Deutschland noch nicht umgesetzt war, dass Wand- und Dachflächen ineinander übergingen, im selben Material ausgeführt und farblich gleich behandelt waren. Am Umbau des ehemaligen Arbeiterwohnheimes (AWH) zum „Bürgerhaus“ nahm die Bevölkerung auf Grund des sensiblen Standortes in bisher nicht gekanntem Ausmaß Anteil. Im Jahr 2019 traten am Bürgerhaus solch gravierende Baumängel auf, das es leer gezogen werden musste und abermals komplett, in seiner jetzigen Form, umgebaut wurde.

## Geschichte

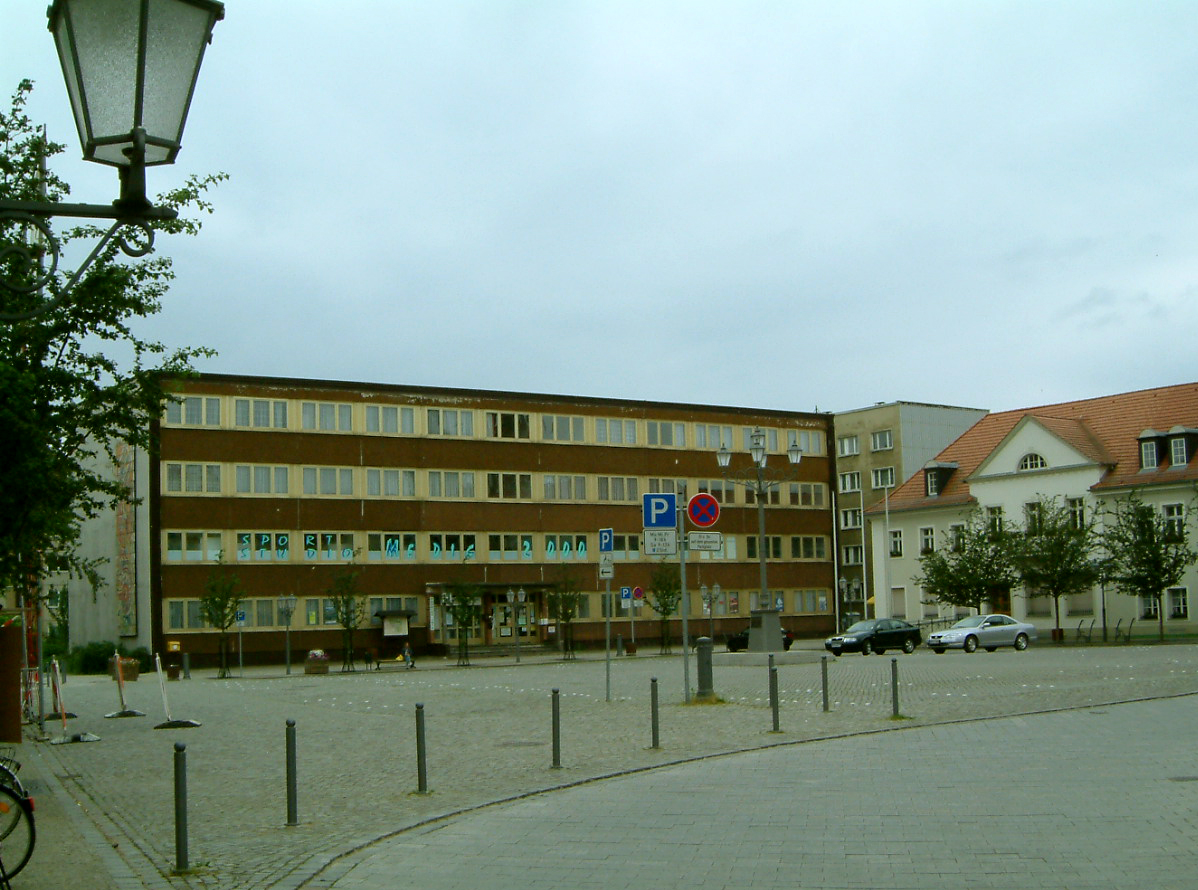
Arbeiterwohnheim (AWH) 2002

Durch Kriegseinwirkungen und Zerstörung während und nach dem Zweiten Weltkrieg waren 70 Prozent der Bebauung der zur Festung erklärten Stadt Spremberg in Mitleidenschaft gezogen worden. Besonders schwer betroffen davon war der Marktplatz der Stadt. Lediglich die Westseite mit dem dort befindlichen Rathaus und einzelne Gebäude auf der Ostseite des Marktplatzes blieben erhalten. Alle sechs Geschäfts- und Wohnhäuser, die an der Marktplatz-Südseite, dem jetzigen Standort des Bürgerhauses, standen, fielen dem Krieg zum Opfer. Die meisten anderen Gebäude wurden, bis auf wenige Ausnahmen, abgerissen und vorerst durch großflächige Grünflächen ersetzt.
Durch den Status als Bergbauschutzgebiet, den Spremberg bis etwa 1968 innehatte, waren größere Bauvorhaben eher die Ausnahme als die Regel. Anfang der 1970er Jahre wurde beschlossen, ein neues Verwaltungsgebäude des Kreises Spremberg zu errichten. Da Spremberg zu dieser Zeit Kreisstadt war, fiel die Wahl für die zu bebauende Fläche auf die noch immer unbebaute Südseite des Marktplatzes der Stadt.
Es entstand ein dreigeschossiger rechteckiger Skelettbau mit Fensterbändern und vorgehängter Betonplattenbekleidung, der die gesamte Südseite des Marktplatzes einnahm. 1972 wurde Richtfest gefeiert. Noch vor der endgültigen Fertigstellung des Gebäudes entschied man sich, dieses nicht wie geplant für die Kreisverwaltung zu nutzen, sondern als Arbeiterwohnheim (AWH) für Fachkräfte für die in unmittelbarer Nähe angesiedelten Großbetriebe wie das Gaskombinat Schwarze Pumpe oder dem Bau- und Montagekombinat Welzow (BMK Welzow). Am 29. April 1974 fand die offizielle Übergabe des AWH statt. In den folgenden Jahren bis in das Jahr 2006 wurde das Gebäude dann auf die unterschiedlichste Weise genutzt. Zuletzt zum Beispiel als örtliche Zentrale einer großen Volkspartei, als Sportstudio, aber auch in Teilen als Fremdenverkehrsbüro der Stadt.

## Erster Umbau

### Planung und Bau

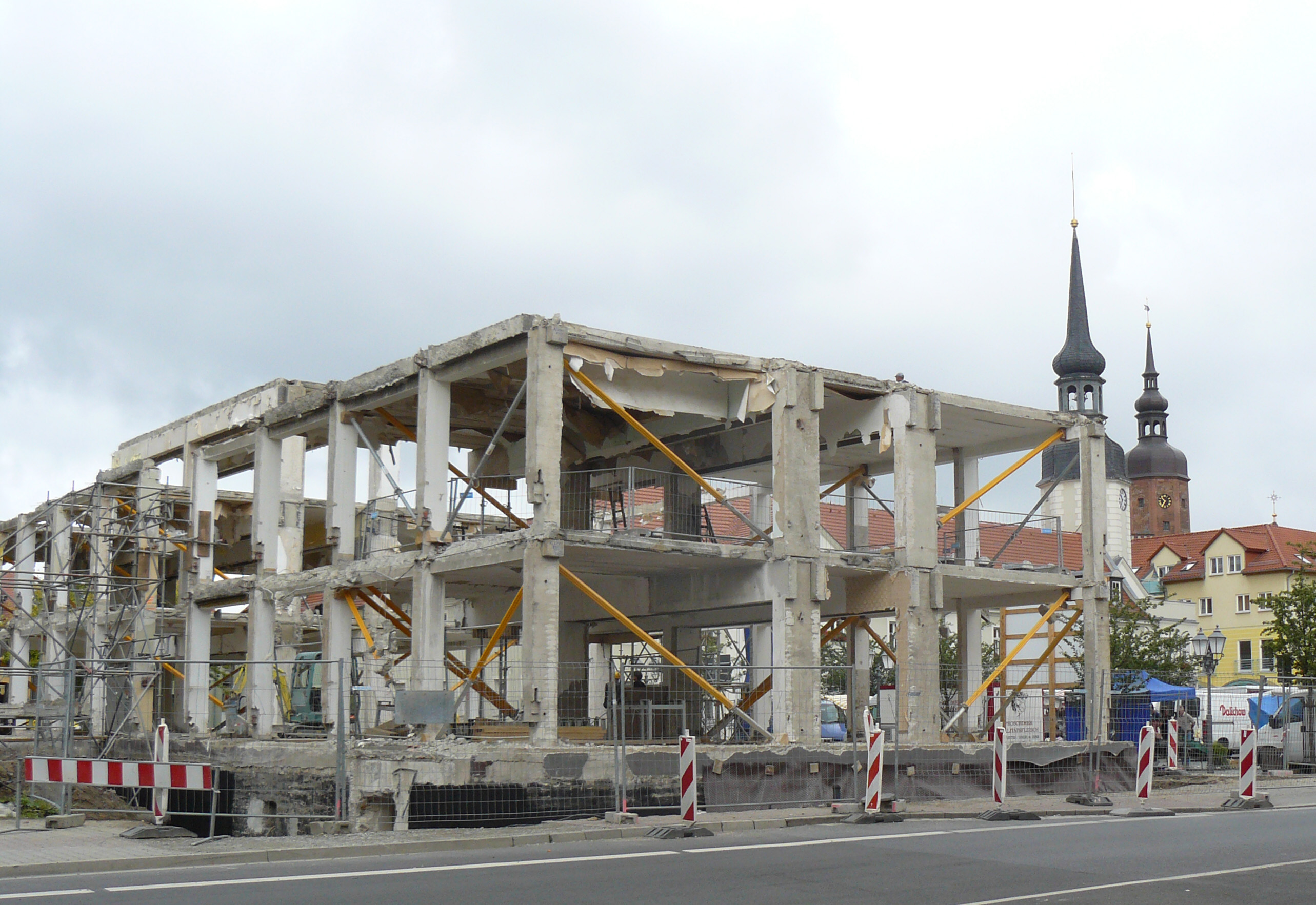
Umbau zum Bürgerhaus

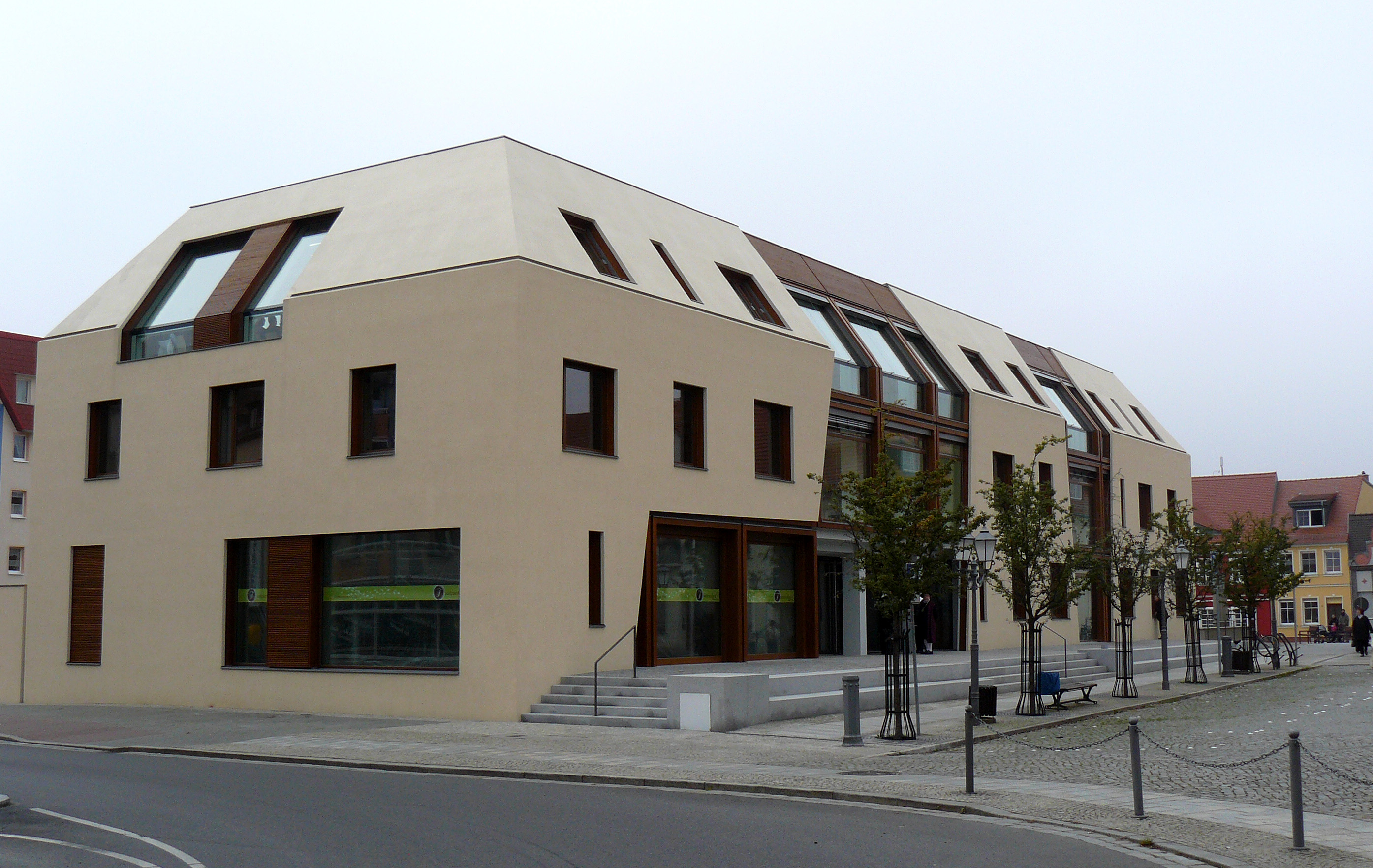
Bürgerhaus Spremberg 2008

Im Jahr 2002 wurde entschieden, die Marktplatz-Südseite völlig neu zu gestalten. Ein zunächst erwogener Abriss des bestehenden Gebäudes wurde aus zwei wichtigen Gründen dann jedoch nicht weiterverfolgt: Erstens befanden sich unter dem Gebäude, durch die erste vorgesehene Nutzung, Kellerräume, die als Bunker konzipiert und in Teilen so ausgeführt worden waren. Ein Abriss dieser würde nicht nur äußerst zeitintensiv, sondern vor allem kostspielig sein. Zweitens würde laut der gültigen Förderrichtlinie des Landes Brandenburg lediglich ein Umbau, nicht aber ein Neubau an dieser Stelle gefördert. Im März 2003 wurde die Altstadtsanierungsgesellschaft (ASG) damit beauftragt, eine Quartiersplanung (Umbau AWH, Anlage für einen Bürgergarten, Umgestaltung angrenzende Töpferstraße, Neugestaltung der entstehenden Freiflächen) zu erstellen.
Im Jahr 2004 schrieb die Stadt Spremberg einen bundesweiten Architektenwettbewerb zum Umbau des AWH aus. Die dabei durch eine eigens einberufene Fachjury gekürten Siegerentwürfe stießen dabei jedoch in der Bevölkerung der Stadt auf massive Ablehnung, so dass man sich seitens der Stadt gezwungen sah, den Wettbewerb im November 2005 erneut als offenen Architektenwettbewerb auszuschreiben. Auch der zweite Wettbewerb war von ähnlichen Problemen wie die vorangegangene Ausschreibung begleitet. Von den letztendlichen drei Siegerentwürfen entsprach keines den gemachten Vorgaben des Auftraggebers, der Stadt Spremberg. Da aber eine erneute Ablehnung auch die Gefahr barg, die Förderung des Landes Brandenburg zu verlieren, entschied die Stadtverordnetenversammlung am 4. Juli 2006, den Entwurf des regionalen Architektenbüros „Keller & Wittig“ aus Cottbus umzusetzen. Der angesetzte Kostenrahmen sollte ohne nutzungsspezifische Ausbaukosten des Gebäudes und ohne angedachte Freiflächengestaltung 1,65 Millionen Euro betragen. Besonderen Wert legte der Auftraggeber auch auf die Installation eines intelligenten Gebäudeautomatisierungssystems sowie eines innovativen Heizungssystems. Ziel war, „....das Gebäude (ist) zu sanieren und dabei die Bedeutung des ehemaligen Rathauses am Marktplatz hervorzuheben, sich von großmaßstäblichen Planungen der achtziger Jahre zu verabschieden, den Maßstab der historischen Bebauung wieder aufzunehmen und die historischen Wegebeziehungen aufzuzeigen.“

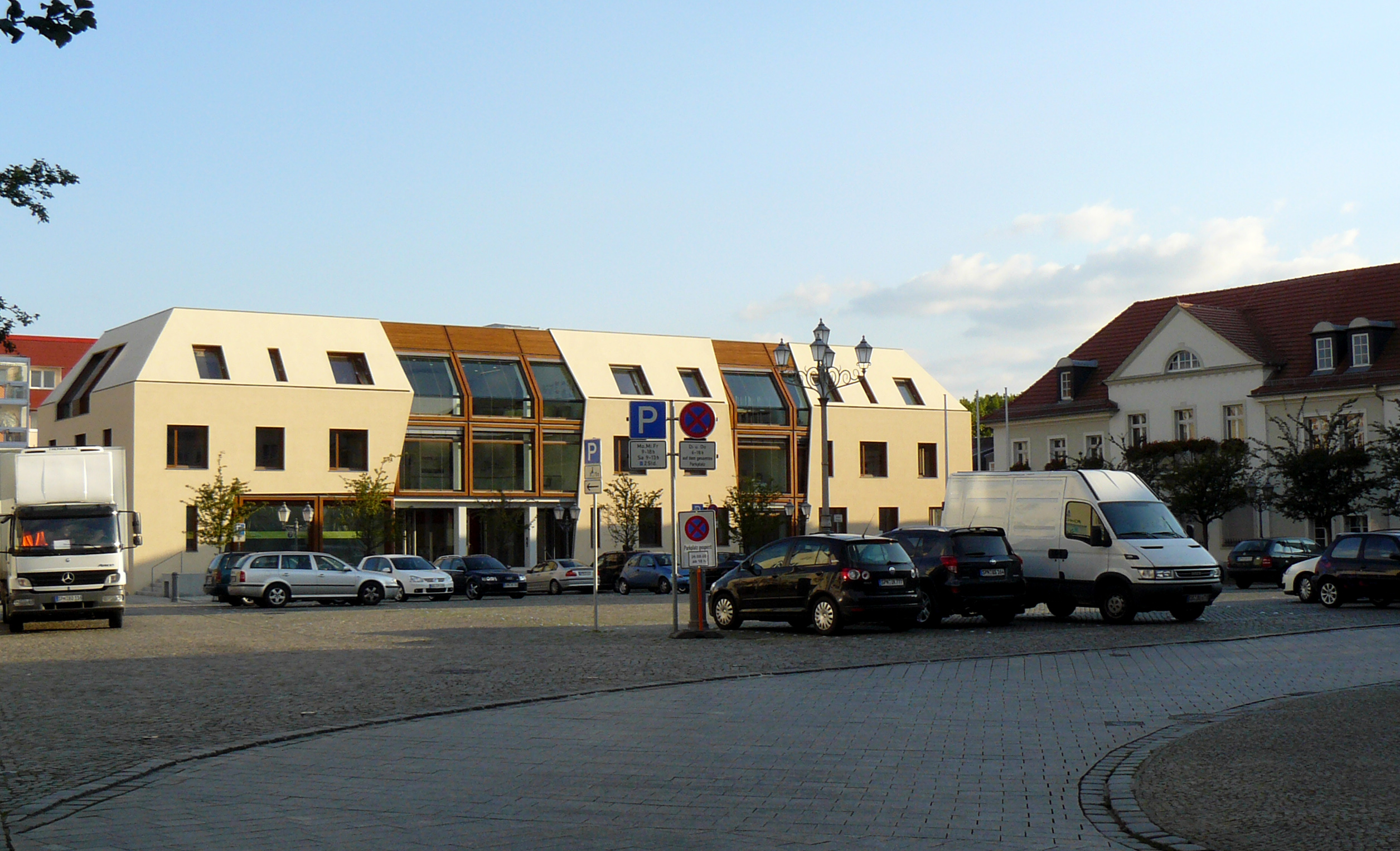
Bürgerhaus Spremberg 2008

Am 7. März 2007 erhielt die Stadt Spremberg die offizielle Um- und Ausbaugenehmigung für das ehemalige AWH. Am 25. April 2007 war offizieller Baubeginn. Zuerst wurde das bestehende Gebäude vollständig entkernt, die oberen beiden Geschosse abgetragen und der Rest des Gebäudes bis auf seinen Stahlbetonrahmen und Stahlbetondecken zurückgebaut. Bei der Entkernung wurde auf die vorhandene „Kunst am Bau“ nur begrenzt Rücksicht genommen. Während ein am Ostgiebel des Gebäudes angebrachtes großflächiges Emaille-Mosaik des regionalen Künstlers Georgios Wlachopulos geborgen und eingelagert wurde, zerstörte und beseitigte man ein am Ostgiebel angebrachtes Fliesen-Mosaik des regionalen Künstlers Horst Ring unwiederbringlich.
Durch den enormen Zeitdruck, gemachte Zugeständnisse, aber auch Planungsfehler kam es während der Bauphase immer wieder zu Kostenerhöhungen der im April 2007 ursprünglich veranschlagten Bausumme (für das Gesamtquartier Bürgerhaus, Bürgergarten und angrenzender Töpferstraße) von 4,4 Millionen Euro. Im November 2007 rechnete man mit 5,6 Millionen Euro, im April 2008 bereits mit 6,2 Millionen Euro. Aber auch völlig unvorhergesehene Dinge brachten den gestellten Zeitplan durcheinander. So musste zum Beispiel die Ausschreibung der Fenster wiederholt werden, da auf die erste Ausschreibung kein Anbieter ein Los abgegeben hatte.
Am 26. Oktober 2007 wurde Richtfest gefeiert. Am 5. Mai 2008 wurde durch die Stadtverordnetenversammlung beschlossen, dass das ehemalige AWH nach seiner Fertigstellung, dem Willen der Einwohner folgend, Bürgerhaus heißen soll. Am 27. September 2008 wurde das Bürgerhaus mit der 40. Sitzung der Stadtverordnetenversammlung feierlich eingeweiht. Im Bürgerhaus befanden sich bis zum Leerzug 2020 unter anderem das Bau- und Planungsamt der Stadt, der Ratssaal, die Touristinformation sowie ein Backshop.
Vor ihrer 2. Sitzung im neuen Ratssaal wurden durch Mitglieder der Stadtverordnetenversammlung Mängel an der technischen Ausstattung, den technischen Möglichkeiten, sowie an der Enge der Räumlichkeiten in dem von ihnen geforderten und dessen Vorgaben gebauten Ratssaal öffentlich gemacht. Die Sitzungen wurden daraufhin bis zur Beseitigung der Mängel an den alten Sitzungsort, dem Spremberger Bergschlösschen verlegt. Am 25. März 2009 kehrte die Spremberger Stadtverordnetenversammlung in den neuen Ratssaal zurück, nachdem für noch einmal 50.000 EUR Unzulänglichkeiten beseitigt und neue Kameratechnik zur Übertragung der Stadtverordnetenversammlungen im örtlichen Stadtkanal installiert wurden.
In der 28. Sitzung der Stadtverordnetenversammlung im Mai 2012 werden die Gesamtkosten der Umgestaltung des ehemaligen AWH zum „Bürgerhaus Spremberg“ mit 6.223.653 Euro angegeben.

### Baumängel

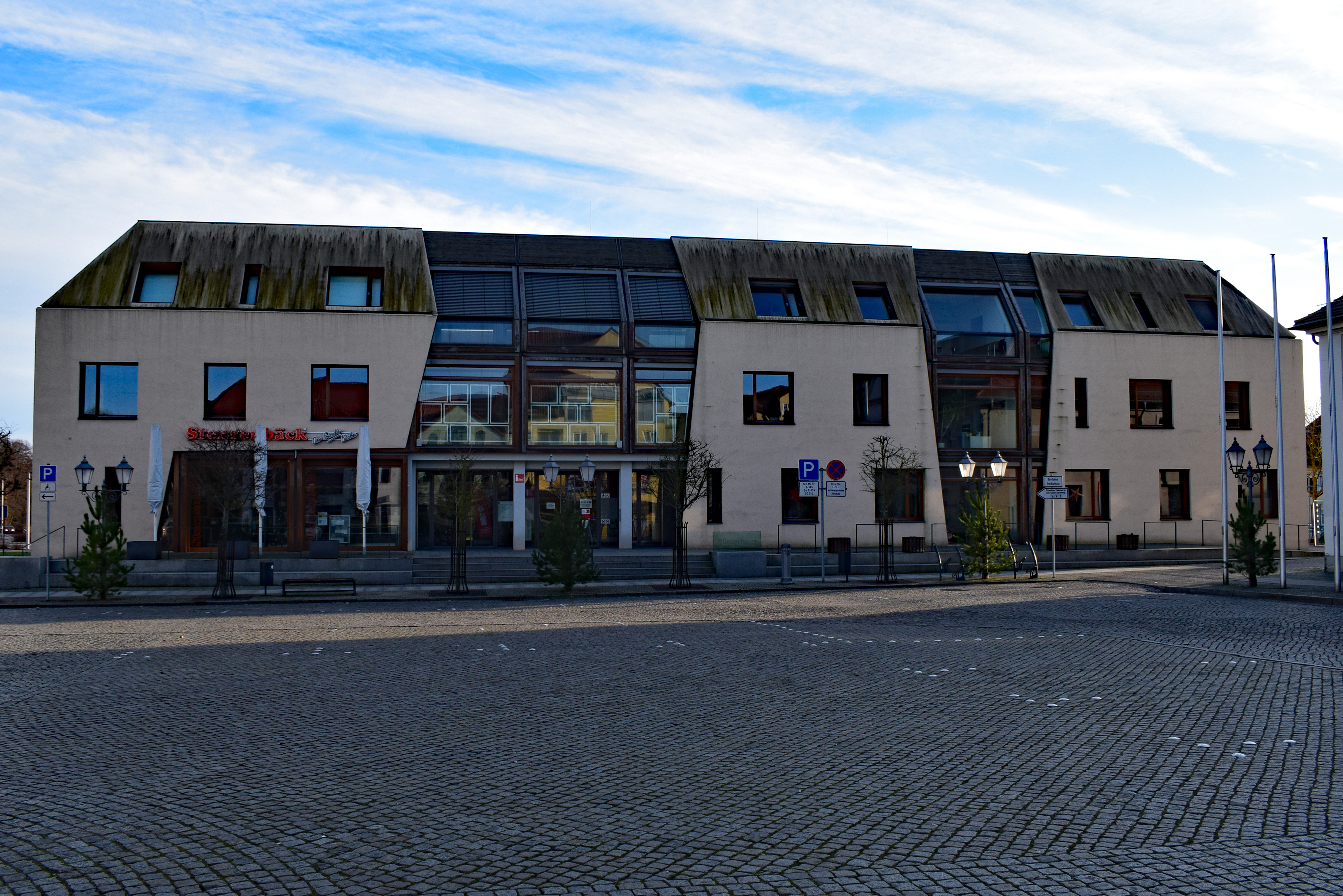
Bürgerhaus im Dezember 2017

Wenige Monate nach Übergabe des Bürgerhauses gab es bereits Probleme am Bau, deren Ursachen in einer unsachgemäßen Bauausführung liegen könnten. Im Jahr 2011 beantragte die Stadt Spremberg deshalb mehrere Beweissicherungsverfahren beim Landgericht Cottbus.
In einem Artikel der örtlichen Presse wird im Mai 2015 darüber berichtet, dass die Schäden am Bürgerhaus so gravierend seien, dass dieses nach nur sieben Jahren umfassend saniert werden müsse. Hauptkritikpunkt bildet dabei eine „unsichtbar“ verlegte Dachentwässerung, durch die es bei Starkregen immer wieder zu Feuchtigkeitsproblemen innerhalb des Gebäudes kommt. Bis zur Beendigung des Rechtsstreits zwischen der Altstadtsanierungsgesellschaft (ASG) und dem verantwortlichen Architektenbüro können jedoch keine Schritte zur Beseitigung der Mängel veranlasst werden.
Am 22. Juni 2017 wird in einem Presseartikel der Lausitzer Rundschau berichtet, dass sich die ASG und das ausführende Architektenbüro auf einen außergerichtlichen Vergleich geeinigt haben. Details darüber werden jedoch nicht genannt, lediglich die Zahlung einer bestimmten Summe des Architektenbüros an die Stadt Spremberg wird erwähnt. Sämtliche Besprechungen und Diskussionen über diesen Rechtsstreit wurden stets im nichtöffentlichen Teil der Stadtverordnetenversammlung behandelt. Durch diese Einigung ist es der Stadt Spremberg nun möglich, die dringende Reparatur der entstandenen Feuchtigkeitsschäden zu veranlassen.
Im Dezember 2017 wurde durch die Fraktion „Die neue Generation“ angeregt, einen Komplettabriss des Bürgerhauses in Betracht zu ziehen. Grund dafür war, dass im Haushalt für das Jahr 2018 bereits etwa 500.000 Euro eingestellt werden mussten, die etwa ein Drittel der Kosten ausmachen, die eine dringend erforderliche Instandsetzung der gröbsten Mängel am Bürgerhaus kosten würde. Die veranschlagten Gesamtkosten dieser Maßnahme werden mit ca. 1,5 Millionen Euro beziffert.

### Gravierende Mängel am Gebäude/Leerzug

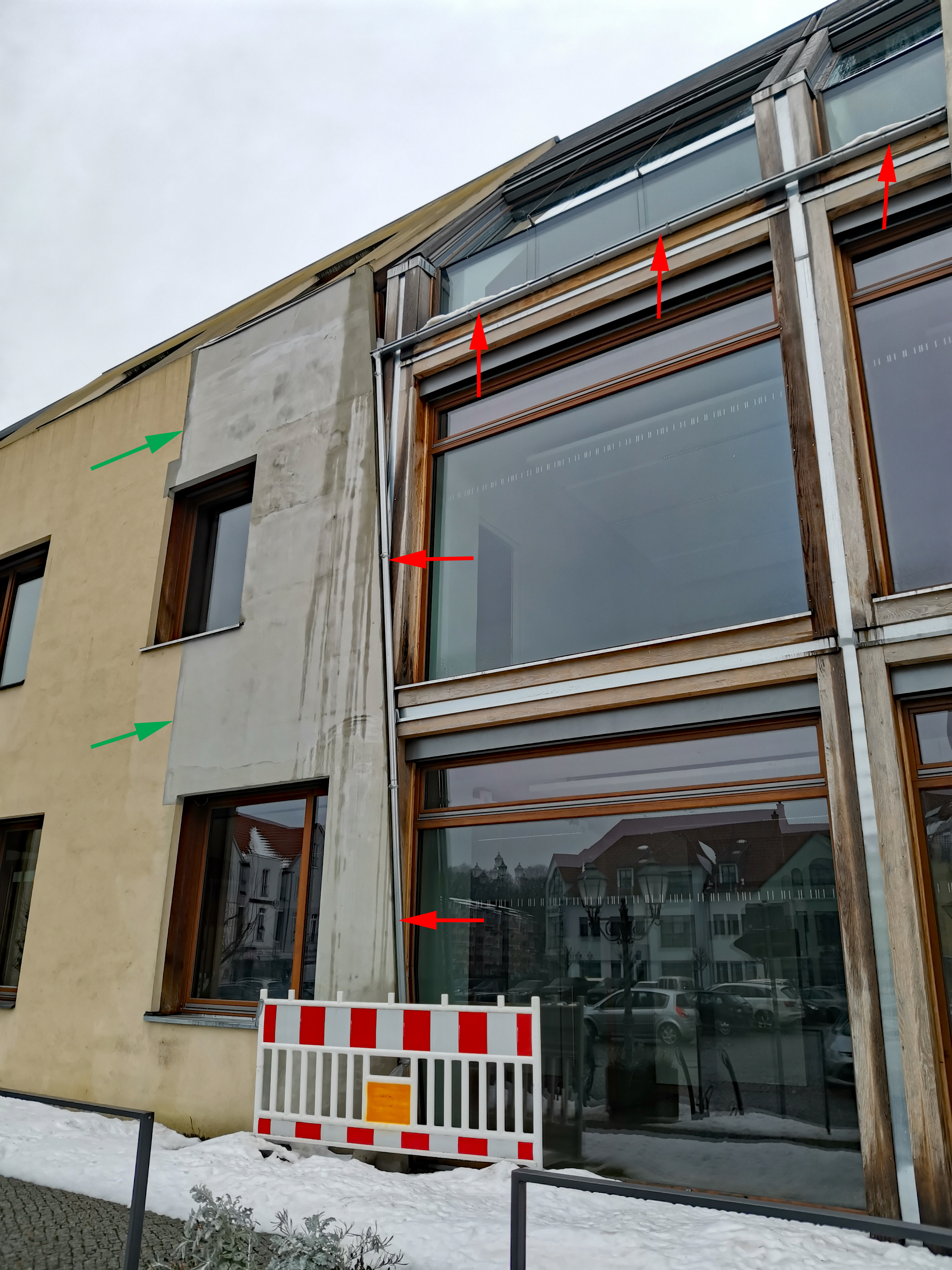
Sicherungsmaßnahmen am Bürgerhaus Spremberg

Im Mai 2019 wurde mit Untersuchungen begonnen, welche Schäden am Bauwerk durch die seit Jahren eindringende Feuchtigkeit entstanden sind. Beim Öffnen der Fassade wurden massiver Pilzbefall an der Holzkonstruktion festgestellt. Es handelt sich dabei um Hausporling und den Weißen Porenschwamm. Eine Beseitigung wird von Fachleuten als aufwendig und schwierig eingestuft. Mitarbeiter der Stadtverwaltung die in angrenzenden Büros arbeiten, werden wegen nicht auszuschließender Gesundheitsgefahr andere Büroräume zugewiesen. Sämtliche Kosten für die Sanierung trägt, wegen des im Jahr 2017 zwischen der Stadt und dem Architekturbüro geschlossenen Vergleichs, die Stadt Spremberg.
Am 2. September 2019 wurden auf dringende Empfehlung eines am Haus tätigen Statikers, der rechte vordere Bereich, an dem die Fassade teilweise zur Begutachtung entfernt wurde, geräumt. Laut Aussage der Bürgermeisterin Frau Herntier ist Entgegen der bisherigen Einschätzung des Statikers ... die Sicherheit in diesen Bereichen nicht mehr gegeben. Am 4. September 2019 fand eine weiter Begutachtung durch einen Statiker und ein hinzugezogenen Zimmermann statt. Dabei wurde festgestellt, dass die Mängel noch gravierender sind als bereits am 2. September 2019 festgestellt. Als besonders gefährdet stellten sich dabei die großen Fensterflächen auf der Vorder- und Rückseite des Gebäudes heraus. Ein sicherer Halt dieses kann nicht mehr garantiert werden. Es wird daher dringend empfohlen, das gesamte Gebäude schnellstmöglich leerzuziehen. Auf Grund dieser gravierenden Mängel ist davon auszugehen, dass die gesamte Holzkonstruktion erneuert und die gesamte Fassade ersetzt werden muss. Die Dauer einer solchen Maßnahme wird mit etwa 3 Jahren angesetzt. Hauptursache für das Auftreten dieser gravierenden Mängel war, das bei der Planung und Ausführung des Bürgerhauses auf von außen sichtbare Regenentwässerungen verzichtet wurde und stattdessen nur Innenliegende Entwässerungsmöglichkeiten zur Anwendung kamen. Gerade bei den nach innen gesetzten Fenstern in der Dachschräge kam es zu erheblichen Feuchteeintrag hinter die Fassade, da die Entwässerung völlig unzureichend war.
Die im Bürgerhaus untergebrachten Verwaltungsstrukturen müssen nun auf unterschiedliche Standorte verteilt werden. Diese sollen nach aktuellem Stand (September 2019) das Rathaus, ein leer stehendes Geschäft und eine ehemalige Schule im Ortsteil Trattendorf sein.
Kostenschätzungen zufolge werde die Erst-Sicherung des Bürgerhauses ca. 90.000 Euro kosten. Das Unterbringen der Verwaltungsstrukturen an den vorgesehenen Ersatzstandorten für die Dauer von aktuell zwei Jahren, schlage bei dem umgenutzten ehemaligen Geschäft mit 30.000 Euro zu Buche. Hierbei sind Mietkosten noch nicht inbegriffen. Bei der im Ortsteil Trattendorf befindlichen ehemaligen Schule, welche zwischenzeitlich zu einer (nie genutzten) Flüchtlingsunterkunft umgestaltet worden war, betragen die Kosten 662.000 Euro! Heizkosten die dann für das leer stehende Bürgerhaus anfallen, sind in diesen Kostenschätzungen noch nicht berücksichtigt.
Nach dem Umzug des größten Teils der Verwaltung in die Ersatzquartiere, sorgte der weitere Umgang mit dem maroden Bürgerhaus zu heftigen Diskussionen und teils verbalen persönlichen Angriffen unter den Stadtverordneten. Am 26. Februar 2020 wurde im Rahmen der Stadtverordnetenversammlung beschlossen, die vorliegenden Varianten, Abriss des Bürgerhauses und anschließenden Neubau oder Sanierung des Bürgerhauses, in Bezug auf die dabei zu erwartenden Kosten von einem externen Planer genau berechnen zu lassen. Die im Januar 2020 vorgelegten Zahlen der Verwaltung, die für den Abriss und den Neubau etwa 9 Millionen Euro und für die Sanierung 6 Millionen Euro bezifferten, beruhten lediglich auf Schätzungen.

### Sonstiges

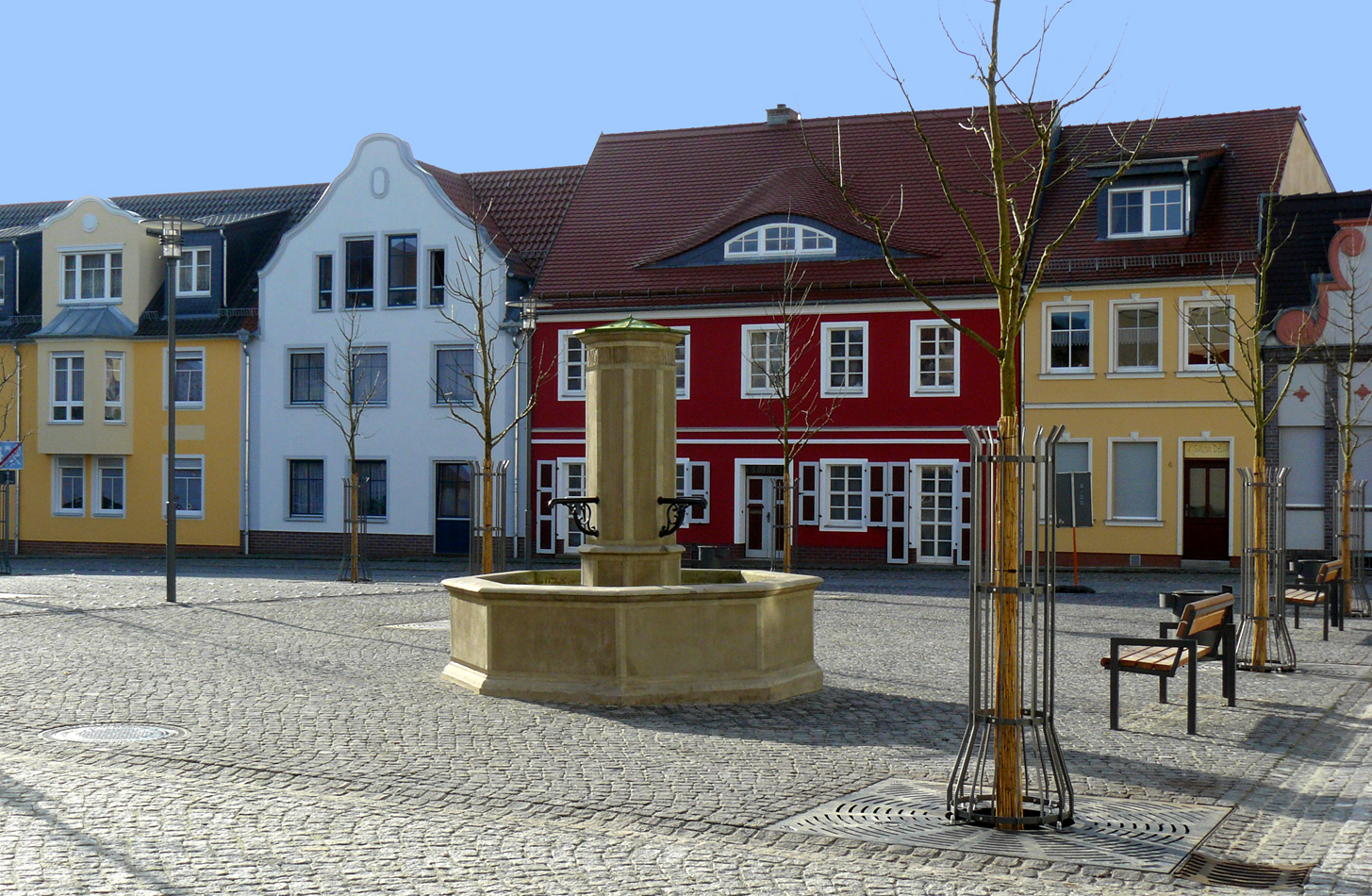
Saebisch-Brunnen am Bürgerhaus

- Um die Akzeptanz in der Bevölkerung zu erhöhen, lobte die Altstadtsanierungsgesellschaft (ASG) Ende 2007 einen Wettbewerb zur Namensfindung für das neu entstehende Gebäude aus. Die Sieger dieses Wettbewerbes sollten zur feierlichen Einweihung des Gebäudes eingeladen werden. Aber selbst dieser Wettbewerb war von Problemen und Kontroversen begleitet und geriet dabei fast zur Farce. Eingebrachte Vorschläge der Bevölkerung versuchten Mitglieder der Stadtverordnetenversammlung durch eigene kurzfristig eingebrachte Vorlagen zu unterlaufen. Eine Ehrung der Sieger des Wettbewerbes zur Namensfindung fand niemals statt.[19][20]
- In das unmittelbare Umfeld des Bürgerhauses, auf der neu entstandenen Freifläche „Kleiner Markt“, wurde durch den Architekten der so genannte „Saebisch Brunnen“ (benannt nach seinem Stifter, dem Spremberger Verleger C.F.Saebisch) der um 1930 vom unmittelbar daneben liegenden Marktplatz vor das damalige Finanzamt (heute Polizeiposten) umgesetzt worden war, wieder in das Zentrum der Stadt integriert.
- Das beim Umbau des Arbeiterwohnheimes zum Bürgerhaus im Jahr 2007 entfernte Mosaikwandbild des Künstlers Georgius Wlachopulos, das aus 120 Emailleplatten bestand, wurde von diesem danach restauriert und im Jahr 2009 am neuen „Haus der Vereine“ am Puschkinplatz wieder angebracht.[21]

## Zweiter Umbau
Nur 10 Jahre nach der Umgestaltung vom Arbeiterwohnheim zum modernen Bürgerhaus wurde durch unabhängige Gutachter festgestellt, dass das Bürgerhaus solch gravierende statische Mängel aufweist, dass eine weitere Nutzung in der jetzigen Form nicht möglich und eine umfassende Sanierung dringend notwendig ist. Das Bürgerhaus wurde daraufhin im Jahr 2020, bis auf einen im Erdgeschoss eingemieteten Backshop, komplett leergezogen. An der Fassade wurden dringend notwendige provisorische Sicherungsmaßnahmen durchgeführt, die besonders die großen eingebauten Glasfronten sicherten. Ebenfalls wurden provisorische Entwässerungsmöglichkeiten geschaffen, um ein weiteres Eindringen von Regenwasser hinter die Fassadenverkleidung zu verhindern.
Der vorgesehene Umbau betrifft nur die Fassade selbst, diese muss komplett abgenommen und durch eine neue ersetzt werden. Umbauten im Bürgerhaus selbst sind davon nicht betroffen, obwohl bekannt wurde, dass auch der Ratssaal im Dachgeschoss nicht weiter genutzt und zu Büroräumen umgebaut werden soll.

### Vorgaben
Die Vergabekommission, ein Gremium der Stadtverordnetenversammlung Spremberg, hatte in einer europaweiten Ausschreibung und anschließendem Vergabeverfahren am 26. Februar 2020 beschlossen, das Architektenbüro Petschow und Thiel aus Chemnitz mit der Fassadenumgestaltung des Bürgerhauses zu beauftragen. Es sollten drei Entwürfe vorgelegt werden, wie die Fassade des Bürgerhauses gestaltet werden kann. Dabei wurde bewusst darauf verzichtet, genaue Vorgaben in Hinblick auf die Gestaltung zu machen.

„Der Baukörper hat sich mit geeigneten gestalterischen Mitteln der kleinteiligen Umgebungsbebauung altstadttypisch anzupassen. Es sind 3 Varianten der Fassaden und Dachgestaltung unter Beachtung der bestehenden Tragkonstruktion ... zu erarbeiten. Diese sollen sich in der Architektonischen Formsprache und der Auswahl der Materialien unterscheiden, aber im vergleichbaren Verhältnis zu den Investitionskosten und den Folgekosten stehen.“

 (aus Auftragsbekanntmachung 2020/S 108-262154)
Es wurde lediglich als grobe Planungsaufgabe „Erneuerung des Fassade und des Daches, Änderung im Raumkonzept und Instandsetzung der Gebäudetechnik“ sowie der einzuhaltende Kostenrahmen von ca. 4,6 Millionen Euro festgelegt. Als weiteres Kriterium sollte berücksichtigt werden, dass auch der angrenzende Bürgergarten durch Umbau „für die Bevölkerung zu öffnen ist“. Der Auftragnehmer sollte daher selbst „uneingenommen und völlig frei von Vorgaben entscheiden“, wie das Bürgerhaus in Bezug auf die vorhandene Bebauung am Marktplatz am besten wirkt. Laut Aussage des Projektmanagers bei der Sitzung am 8. Februar 2021 des „Ausschusses Bauen, Ordnung und Sicherheit“ (ABOS) habe sich diese auch nicht die Entwürfe von vorhergehenden Ausschreibungen angeschaut, um so völlig frei in der Planung und Entwicklung zu sein.

### Fassadenvorentwürfe
Durch Veröffentlichungen in den sozialen Medien wurden schon vor der eigentlichen Präsentation Vorentwürfe der neuen Fassadengestaltung bekannt.
Bei der Sitzung am 8. Februar 2021 wurden drei Vorschläge für eine neue Fassadengestaltung unterbreitet. Bei allen drei Varianten ist auf die vorhandene Kubatur des Gebäudes Rücksicht zu nehmen. Das Gebäude soll mindestens dreistöckig bleiben und das Rathaus durch seine Höhe nicht überragen. Die Umgestaltung des Bürgergartens ist für alle drei Varianten gleich, auf Einzelheiten dazu wurde nicht eingegangen. Laut Aussage der Planer wollte man damit vermeiden, dass eventuell eine Abstimmung über die Fassadengestaltung über einen „besseren Vorschlag“ für den Bürgergarten entschieden wird.

#### Variante Ziegel
Die „Variante Ziegel“ sieht ein Gebäude vor, das komplett als Flachdachbau vorgesehen ist und an dem es keine Dachschrägen mehr gibt. Von der Marktseite aus betrachtet, ist etwa ein Drittel des Gebäudes auf der linken Seite um eine Etage erhöht, um so eine gewisse Eingangssituation zum Marktplatz schaffen zu wollen. Die Fassade ist mit einem Verblendmauerwerk aus Ziegel vollständig verkleidet. Alle Fenster sind als schmale, gleichmäßige und großformatige Elemente über die gesamte Vorder- und Rückfront des Gebäudes verteilt. Die Entwässerung des Flachdaches erfolgt über eine innenliegende Entwässerung.

#### Variante Kupfer
Die „Variante Kupfer“ greift im Wesentlichen die jetzige Gestaltungsform des Bürgerhauses, inklusive Flachdach mit teilweisem Schrägdach, wieder auf. An den Dachschrägen gibt es aber keine nach innen versetzen Fenster mehr, sondern alle vorhandenen Fenster werden nun vergrößert und mit einer Dachgaube ausgeführt. Alle anderen Fenster werden als bodentiefe Variante ausgeführt. Ebenso gibt es auf der Vorder- und der Rückseite keine großen, die gesamte Gebäudehöhe teilenden Glasfronten mehr. Die Fassade soll vollständig mit Kupferblech verkleidet werden, wobei unterschiedliche Gestaltungsformen, wie als Kassette, Paneele oder als Schindel möglich wären. Die Variante Kupfer wurde gewählt, da es in der Umgebung von Spremberg größere Kupfervorkommen gibt und damit ein regionaler Bezug geschaffen wäre.

#### Variante Glaskunst
Die „Variante Glaskunst“ greift so wie die Variante Kupfer die jetzige Kubatur des Gebäudes wieder auf. Sie entspricht im Wesentlichen der jetzigen Gestaltungsform. Auch hier werden aber die in den Dachschrägen integrierten Fenster nun gerade ausgeführt und mit einer Dachgaube versehen. Die schon im alten Bürgerhaus vorhandenen großen Glasflächen sollen erhalten, aber in einer anderen Form ausgeführt werden. Die große Glasfront in der Gebäudemitte wird in der Draufsicht in Wellenform gestaltet und zieht sich dabei, anders als beim aktuellen Bürgerhaus, gerade bis in die Dachschräge hinauf. Die Glasfassade kann mit einer großen Auswahl von Glassorten und Glasfarben gestaltet werden. Die zweite große Glasfront auf der rechten Seite des Gebäudes, die den Verlauf der ehemaligen Rosengasse widerspiegelt, wird ebenfalls als eine große durchgehende Glasfront, die bis in die Dachschräge reicht, beibehalten. Die Außenhaut der Fassade wir mit einem farbigen Mineralputz, dessen Farbe sich am Rathaus orientieren soll, versehen. Die Dacheindeckung erfolgt mit grauen Tondachziegeln. Die Dachentwässerung erfolgt ebenfalls wieder innenliegend.

### Reaktion im ABOS
In ersten Wortmeldungen während der Vorstellung der Vorentwürfe lehnten mehrere Mitglieder des ABOS die Fassadenentwürfe grundsätzlich ab. Einer der Kritikpunkte waren die Entwürfe selbst, diese „passen nicht in die gute Stube einer Stadt“. Hauptkritikpunkt der Gegner der Entwürfe war vor allem die Problematik der innenliegenden Dachentwässerungen. Gerade dies hatte beim aktuellen Bürgerhaus für massive Schäden gesorgt, die nun in einer Komplettsanierung münden. Andere Mitglieder warnten davor, nicht wieder wie schon bei den beiden vorangegangenen Planungen für das Bürgerhaus „alles im Vorfeld zu zerreden“. „Vielmehr wäre es besser, auch offen für Neues zu sein.“ Alle Anwesenden sprachen sich dafür aus, dass eine Auftragsvergabe nur nach einer durchgeführten Bürgerbefragung erfolgen sollte. Jedoch konnte man sich nicht über die Form dieser Befragung einigen. Laut Information an diesem Abend soll die Entscheidung über den Siegerentwurf schon bis zum 3. März 2021, dem Termin der nächsten Stadtverordnetenversammlung, gefallen sein. Damit wäre gesichert, den geplanten zeitlichen Ablauf der baulichen Maßnahmen nicht zu gefährden. Eine umfassende Bürgerbeteiligung scheint in diesem kurzen Zeitraum aber kaum möglich.

### Bürgerbeteiligung Fassadengestaltung
Am 16. Februar 2021 veranstaltete die Stadtverwaltung ein Pressegespräch, welches ausschließlich die weitere Bürgerbeteiligung an der Fassadengestaltung des Bürgerhauses zum Thema hatte. Der zuerst angedachte Termin zum Ende der Bürgerbeteiligung wird vom 3. März 2021 auf den 30. April 2021 verlängert. Die Stadtverwaltung setzte damit eine umfassende Multimediale Bürgerbeteiligung um. Am 5. März 2021 erschien eine Extraausgabe des „Amtsblatt der Stadt Spremberg“, in dem alle drei Fassadenentwürfe nochmals vorgestellt und detailliert erläutert wurden. Außerdem wurden am Bürgerhaus großformatige Aushänge angebracht, welche ebenfalls die Fassadenentwürfe darstellen und erläutern. Zusätzlich wurde durch das Projektmanagement zu jedem einzelnen Entwurf ein Videoclip erstellt, der ebenfalls auf Details der Fassadengestaltung eingeht.
Am 11. März 2021 fand im Spreekino in Spremberg eine Informationsveranstaltung mit allen beteiligten Architekten statt, bei der Bürger mit den Planern ins Gespräch kommen konnten. Zusätzlich wurde diese Veranstaltung live ins Internet gestreamt, so dass die Möglichkeit bestand, über eine Chat-Funktion, auf Grund der Corona-Beschränkungen, auch auf diesem Wege teilhaben zu können. Mit all diesen umfassenden Vorhaben wollte die Stadt Spremberg sicherstellen, dass die Fassade des Bürgerhauses bei dieser nun zweiten Umgestaltung auch wirklich mit den Bürgern gemeinsam entschieden wird. Laut Aussage der Bürgermeisterin Frau Herntier wird es diesmal „kein Bürgerhaus Desaster“ mehr geben.
Gemachte Vorschläge, sowohl bei den unterschiedlichen Veranstaltungen als auch per Post oder Mail konnten bis zum 9. April 2021 eingereicht werden und wurden dann durch das beauftragte Architektenbüro bewertet und in die aktuellen Entwürfe nach Machbarkeit eingearbeitet. Im „Amtsblatt der Stadt Spremberg“ (Ausgabe vom 23. April 2021) erschienen daraufhin die drei zur Wahl stehenden finalen Entwürfe. Über einen abgedruckten Abstimmungsbeleg im Amtsblatt und über die Internetplattform der Stadt Spremberg konnten sich die Bürger der Stadt Spremberg bis zum 30. April 2021 für eine der drei Varianten entscheiden.
Am 3. Mai 2021 veröffentlichte die Stadtverwaltung der Stadt Spremberg auf ihrer Internetseite das offizielle Abstimmungsergebnis. Es wurden insgesamt 1613 Stimmen abgegeben. Davon waren 1435 gültige Stimmen und 178 ungültige Stimmen. Bei den ungültig gezählten Stimmen, wurde die Adresse bei der Abstimmung nicht angegeben, somit war nicht überprüfbar, ob es sich um stimmberechtigte Einwohner der Stadt Spremberg handelte. Das Votum der Spremberger fiel eindeutig aus:
- Variante 3 Glaskunst: 1220 Stimmen (85,02 %)
- Variante 1 Ziegel: 116 Stimmen (8,08 %)
- Variante 2 Kupfer: 99 Stimmen (6,90 %)[26]

Am 16. Juni 2021 stimmten die Stadtverordneten mit zwölf Ja-Stimmen, drei Enthaltungen und sechs Nein-Stimmen für den von der Bürgerschaft favorisierten Fassadenentwurf „Glaskunst“. Der Beschluss wurde außerdem, nach Forderung eines Mitgliedes der Fraktion „Die Linke – SPD – Bündnis 90/Die Grünen“, dahingehend ergänzt, das noch einmal drei Farbvarianten der Dachgestaltung vorgelegt werden sollen.
Die geplante Fertigstellung ist für das Jahr 2023 angedacht.

### Gefahrenabwehr am Bau
Noch vor dem beabsichtigten Umbau des Bürgerhauses musste das komplette Gebäude Anfang August 2021 abermals eingerüstet werden. Hauptgrund dafür ist laut Aussage der Sachgebietsleiterin der Abteilung Stadtplanung, nicht der Beginn des Umbaus, sondern „eine Sicherungsmaßnahme - zur Gefahrenabwehr“. Bei vorhergehenden Begutachtungen der Fassade waren abermals Risse festgestellt worden, durch die nicht auszuschließen war, das ganze Fassadenelemente abrutschen könnten. Die nun laufenden Sicherungsmaßnahmen (Verbindungen zwischen Traggerüst und Außenfassade) sollen Ende September 2021 abgeschlossen sein.

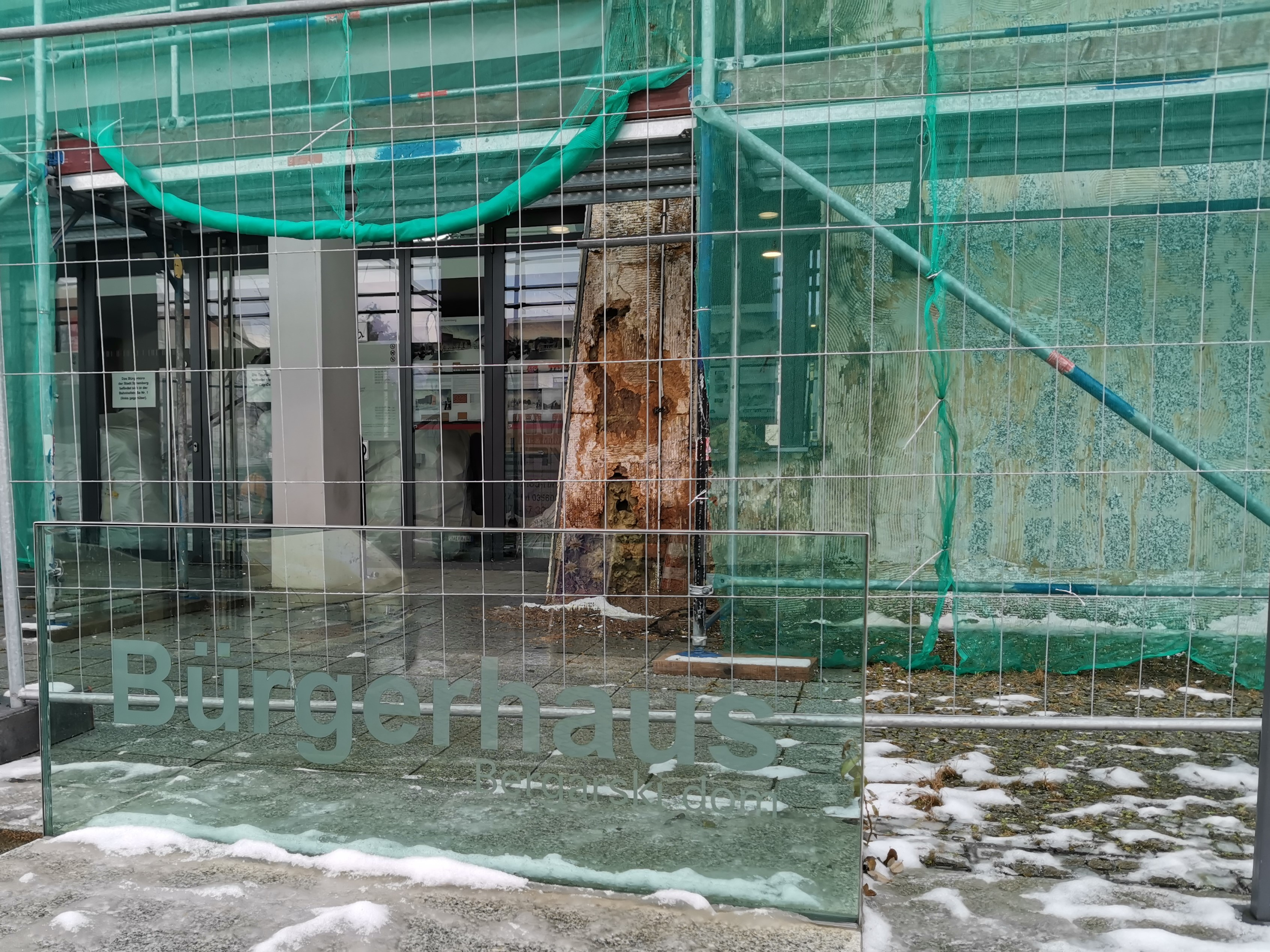
Feuchtigkeitsschaden am Bürgerhaus

### Rückbau und Sanierung
Im dritten Quartal 2022 wurde mit dem Rückbau der Fassade und der Innenstruktur des Bürgerhauses begonnen. Wie schon bei vorherigen Maßnahmen wurde dabei wieder bisher nicht bekannte gravierende Mängel entdeckt. Eine Vertreterin der Abteilung Hochbau der Stadtverwaltung der Stadt Spremberg wird dabei mit den Worten zitiert, „Das Tragwerk war so stark angegriffen, dass sich das Holz mit der Hand zerbröseln ließ. ... Auch die Grobspanplatten in der Dämmung waren stark zerstört (...) Teilweise habe nur noch der Putz die Fassade gehalten.“ Auch an der Heizungsanlage, dem Abwassersystem und der Lüftungsanlage mussten Mängel festgestellt werden, die so nicht im Sanierungskonzept vorgesehen waren. Durch diese zusätzlichen Mängel erhöht sicher Finanzierungsbedarf um weitere 500.000 Euro. Der Finanzierungsbedarf liegt aktuell bei 5,1 Millionen Euro (Stand März 2023).
Um ein weiteres Ausufern der Kosten zu Vermeiden hat sich der ABOS der Stadt Spremberg in seiner Sitzung am 13. März 2023 dazu verständigt, ein lange diskutiertes zusätzliches Gestaltungselement der Glasvariante auf der Marktplatzseite des Bürgerhauses nun doch nicht mehr zu empfehlen. Dabei sollte vor die angedachte Glaswelle (Glasscheiben die eine Welle nachbilden) Lamellen gesetzt werden, die in den Spremberger Farben Grün, Weiß, Rot gefärbt sein sollten. Die Kosten der Lamellen sollten dabei 333.200 Euro betragen.
Der schon bei der Ersteinweihung des Gebäudes in der Kritik stehende weil nicht immer zugängliche Bürgergarten, soll nun offener gestaltet werden. An der Nordseite zur Schlossstraße und an der Südseite zum Kleinen Markt hin, sollen nun Durchgänge geschaffen werden, die einen ungehinderten Zugang ermöglichen. Die Kosten für die Gesamtumgestaltung des Bürgergartens sollen dabei bei 477.000 Euro liegen.
Im Juli 2023 wurde durch den Stadtsprecher bekannt gegeben, das der ursprüngliche Fertigstellungstermin im Jahr 2023 nicht gehalten werden kann. Auf Grund von Lieferengpässen, hier besonders die zu klebenden Riemchen der Fassade, wird eine Fertigstellung für das erste Quartal 2024 angestrebt. Es soll jedoch daran festgehalten werden, das zumindest das Erdgeschoss wie geplant im vierten Quartal 2023 übergeben wird. Hier sollen dann wieder die Touristinformation der Stadt und eine Bäckerei Filiale Platz finden.
Die geplante Fertigstellung des Erdgeschosses im vierten Quartal 2023 konnte nicht gehalten werden. Auch der über die Presse bekannt gewordene neuerliche Fertigstellungstermin im ersten Quartal 2024 verstrich ergebnislos. Als neuer endgültiger Fertigstellungstermin und damit die Übergabe an die Stadt Spremberg benennt das verantwortliche Architekturbüro „Petschow und Thiel GmbH“ den 8. Juli 2024. Die absehbaren Gesamtkosten sollen sich nun bereits im Bereich von 6,6 Millionen Euro bewegen (Stand Januar 2024). Auch der letztgenannte Übergabetermin verstrich ohne Ergebnis.

### Einzug nach Sanierung
Nach dem mehrmaligen Nennen von vermeintlichen Übergabeterminen von Seiten der Stadt als auch durch das Architektenbüro, verzichteten beide Partner darauf, weitere Termine öffentlich zu machen. Im November 2024 wurde durch Presseberichte bekannt, das nun die ersten Mieter, Mitarbeiter der Stadtverwaltung, in das sanierte Bürgerhaus einziehen. Das eigentliche Bürgerbüro zieht nicht wieder ins Bürgerhaus zurück, sondern verbleibt am jetzigen Standort. Auf eine offizielle Übergabe des Bürgerhauses an die Bürger wollte die Stadtverwaltung ursprünglich verzichten, da „es dafür in der Stadtverwaltung nicht genug Befürworter gibt“. Der Bürgergarten, ein in der aktuellen Planung fester Bestandteil der Tourist Informationen und der noch nicht wieder eingezogenen Bäckerei, ist indes noch immer nicht fertiggestellt (Stand Januar 2025).
Am 21. März 2025 wurde das Bürgerhaus, auch auf Grund kritischer Nachfragen aus der Bevölkerung, mit der Wiedereröffnung der integrierten Bäckerei Filiale offiziell eingeweiht. Am 26. Juni 2025 wurde dann der nun offenere und nicht mehr komplett von Mauern umgebene Bürgergarten offiziell übergeben.